# Pyjama party (série télévisée)
Pyjama party (The Sleepover Club) est une série télévisée australienne produite par Andy Rowley (en), diffusée du 12 novembre 2003 au 21 mars 2008. 
Il s'agit de l'adaptation de la série de romans The Sleepover Club (en).

## Synopsis
Vicky et ses quatre meilleurs amis Fleur, Jenny, Lisa et Rosie font partie du club Pyjama Party, où chaque membre organise des soirées pyjama où elles se confie des problèmes quotidiens. Les principaux antagonistes sont appelés les "3M", composés de trois membres (Matthieu, Marco et Mickaël) qui tentent toujours de s'immiscer dans la vie des filles.

## Distribution

### Saison 1

#### Acteurs principaux
- Caitlin Stasey : Victoria "Vicky" Thomas (Francesca "Frankie" Thomas en VO)
- Hannah Wang : Jenny (Kendra "Kenny" Tan en VO)
- Ashleigh Chisholm : Fleur (Felicity "Fliss" Sidebotham en VO)
- Basia A'Hern : Lisa (Lyndsey "Lyndz" Collins en VO)
- Eliza Taylor : Rosalind "Rosie" Cartwright

#### Acteurs secondaires
- Ryan Corr : Matthieu (Matthew McDougal en VO)
- Stefan La Rosa : Marco
- Blake Hampson : Mickaël, le frère jumeau de Lisa (Mickael Collins en VO)
- Annaleise Woods : (Sara en VO)
- Ashleigh Brewer : (Alana en VO)